# Yashchikove
Yashchikove (en ucraniano: Ящикове, romanizado: Yashchykove; en ruso: Ящиково, romanizado: Yashchikovo) es un asentamiento urbano ucraniano perteneciente al óblast de Lugansk. Situado en el este del país, hasta 2020 era parte del raión de Perevalsk, pero hoy es parte del raión de Alchevsk y del municipio (hromada) de Alchevsk. Sin embargo, según el sistema administrativo ruso que ocupa y controla la región, Yashchikove sigue perteneciendo al raión de Perevalsk.
El asentamiento se encuentra ocupado por Rusia desde la guerra del Dombás, siendo administrado como parte de la de facto República Popular de Lugansk y luego ilegalmente integrada en Rusia como parte de la República Popular de Lugansk rusa.

## Geografía
Yashchikove está a orillas del río Bila, 7 km al suroeste de Perevalsk y 43 km al oeste de Lugansk.

## Historia
El lugar fue mencionado por primera vez por escrito en 1724, pero Yashchikove no fue fundado no antes de 1775. Su fundación se debe al capitán del regimiento de húsares de Bajmut Pável Miokovich. El pueblo era parte del raión de Slavianoserbsk de la gobernación de Yekaterinoslav, dentro del Imperio ruso. 
Durante la guerra civil rusa, la caballería del general del Ejército Blanco Serguéi Ulagai.
Durante el Holodomor (1932-1933), el número de víctimas establecidas en Yashchikove fue de 35 personas. Yashchikove tiene el estatus de asentamiento de tipo urbano desde 1938.
Durante la Segunda Guerra Mundial, Yashchikove estuvo bajo ocupación alemana. En 1978, aquí funcionaba una fábrica de ropa deportiva y se extraía carbón.
En abril de 2014, durante la guerra del Dombás, los separatistas prorrusos tomaron el control de Yashchikove y desde entonces está controlado por la autoproclamada República Popular de Lugansk.

## Demografía
La evolución de la población entre 1859 y 2022 fue la siguiente:
| 494                                                           | 654 | 3613 | 1780 | 1760 |
| (Fuente: Cities & Towns of Ukraine y UKRAINE: Größere Städte) |     |      |      |      |

Según el censo de 2001, la lengua materna de la mayoría de los habitantes, el 58,91%, es el ruso; del 40,51% es el ucraniano.

## Economía
En el territorio del pueblo, anteriormente se extraía carbón y escombros, pero ahora se ha detenido la minería. También hay una antigua fábrica abandonada de productos deportivos "Start".